# The Activision Decathlon
The Activision Decathlon é o remake do videojogo de desporto Decathlon, para os dispositivos móveis Android, iOS, BlackBerry, Tizen e Windows Phone. O jogo foi produzido pela Biodroid com a colaboração da Activision e com a Marmalade Play.

## Eventos
- 100m
- 400m
- 1500m
- 110m barreiras
- Salto em comprimento
- Salto em altura
- Salto com vara
- Lançamento de dardo
- Arremesso de peso
- Lançamento de disco